# Ceylon-Grautoko

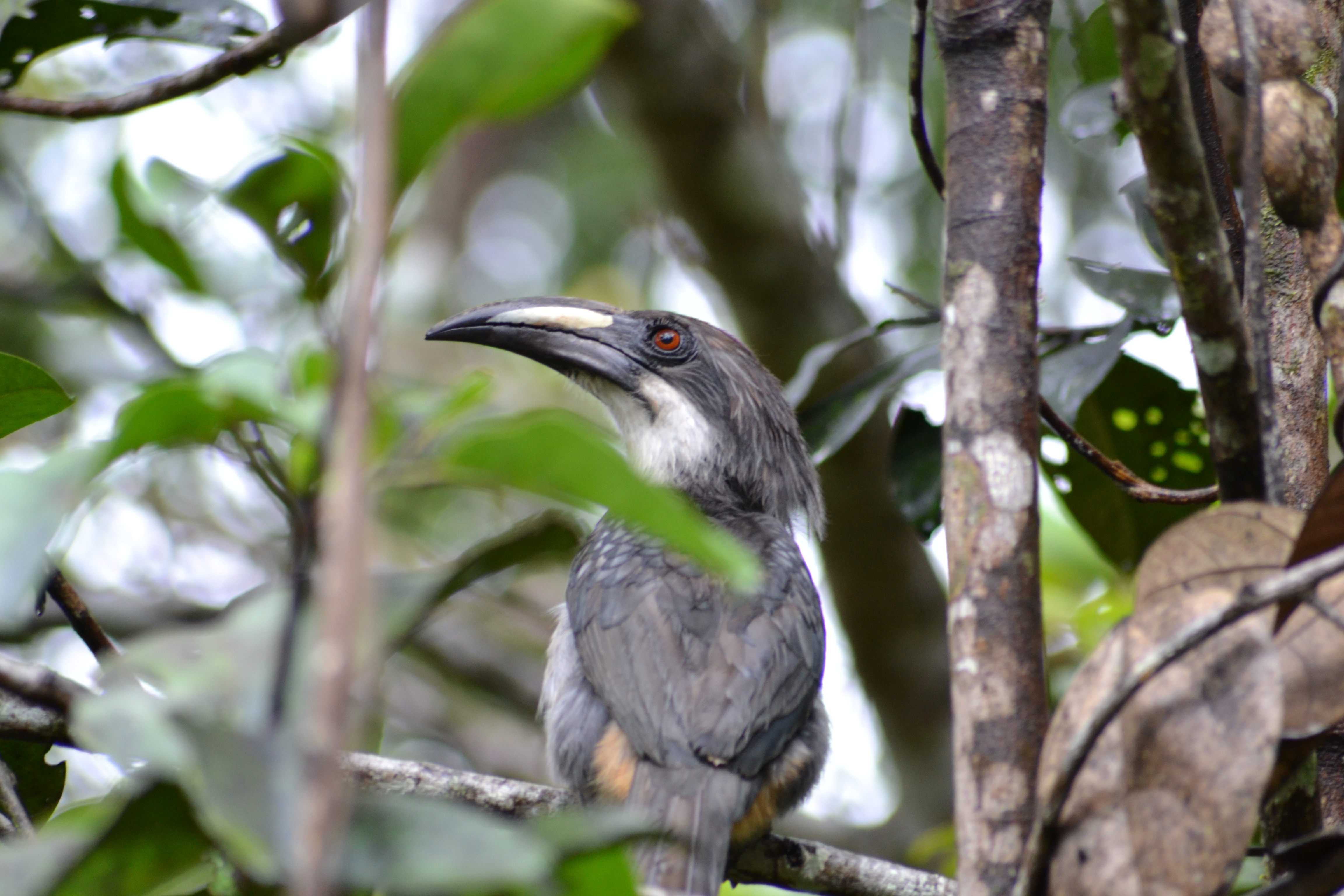
Ceylon-Grautoko

Der Ceylon-Grautoko (Ocyceros gingalensis) ist eine monotypische Vogelart aus der Familie der Nashornvögel, die in Südasien verbreitet ist. Er ist einer der kleineren Nashornvogelarten mit einem schiefergrauen Gefieder ohne auffälligen Schnabelaufsatz.
Wie alle Nashornvögel ist der Ceylon-Grautoko ein Höhlenbrüter. Das Weibchen verbringt die Brutzeit in einer bis auf einen schmalen Spalt zugemauerten Baumhöhle. Während der Brutzeit wird sie und später die Jungvögel vom Männchen mit Futter versorgt. Er gehört zu den Asiatischen Tokos, einer Schwesterngattung der in Afrika und dem Nahen Osten vorkommenden Tokos. Alle Arten, die zu den Asiatischen Tokos gehören, zeichnen sich durch ein Fehlen eines revierverteidigenden Verhaltens aus und die Männchen bringen das Futter im Schlund und nicht im Schnabel zur Bruthöhle.
Die Bestandssituation des Ceylon-Grautokos wird mit ungefährdet (least concern) eingestuft.

## Erscheinungsbild
Ceylon-Grautokos erreichen eine Körperlänge von 45 Zentimetern und zählen damit zu den kleineren Nashornvogelarten. Davon entfallen zwischen 20 und 22 Zentimeter auf den Schwanz. Der Schnabel hat beim Männchen eine Länge zwischen 9,2 und 11 Zentimeter. Bei den Weibchen ist dieser etwas kleiner und erreicht eine Länge zwischen 7,9 und 9,0 Zentimeter. Beide Geschlechter bilden einen Schnabelfirst aus, der des Weibchens bleibt deutlich kleiner.
Das Gewicht dieser Nashornvogelart liegt etwa bei 240 Gramm. Der Geschlechtsdimorphismus ist schwach ausgebildet. Unterscheidungsmerkmal ist zum einen die Größe der Vögel und die Größe des Schnabelfirsts.

### Erscheinungsbild der Männchen
Kopf, Hals und Körperoberseite sind dunkelgrau. Die Federschäfte an Hals und Kopf sind ebenfalls weiß. Die Körperunterseite ist weiß. Die Armschwingen und die Handschwingen sind schwarzgrau, die Armschwingen haben außerdem weiße Spitzen und eine weiße Basis. Der Schwanz ist schwarzgrau. Bis auf das mittlere Paar haben alle Schwanzfedern eine weiße Spitze. Bei älteren Ceylon-Grautokos ist bei den äußeren drei Steuerfederpaaren das Weiß so ausgeprägt, dass sie fast vollständig weiß sind. Der Schnabel und der Schnabelaufsatz sind cremefarben mit schwarzen Flecken an der Basis von Ober- und Unterschnabel. Die unbefiederte Haut rund um das Auge und der nackte Kehlfleck sind dunkel violett. Die Augen sind rot, die Beine und Füße grünlich grau.

### Erscheinungsbild der Weibchen und Jungvögel
Das Weibchen ähnelt dem Männchen im Körpergefieder, ist aber insgesamt kleiner und besonders der Schnabelaufsatz ist kleiner. Der Schnabel ist beim Weibchen schwarz mit einem cremefarbenen Streifen auf dem Oberschnabel. Die Augen sind braun.
Bei den Jungvögeln ist der Schnabel zunächst blass grünlich. Die Schnabelspitze ist weißlich. Die Augen sind zunächst blaugrau.

## Verbreitungsgebiet
Da Verbreitungsgebiet des Ceylon-Grautokos ist Sri Lanka. Auf Sri Lanka ist er der einzige kleine, graubraune Nashornvogel. Im Verbreitungsgebiet des Ceylon-Grautokos kommt zwar auch der Malabarhornvogel vor, dieser ist aber deutlich größer, hat ein schwarz-weißes Körpergefieder und einen überwiegend gelben Schnabel mit einem auffälligen Schnabelaufsatz.
Der Ceylon-Grautoko besiedelt auf Sri Lanka überwiegend immergrüne Wälder der Tiefebenen sowie Hartlaubwälder. Er kommt bis in Höhenlagen von 1200 Metern vor. Auf Sri Lanka unternimmt er einige jahreszeitlich bedingte Wanderungen. Während der Brutzeit hält er sich bevorzugt in den Wäldern der Tiefebenen auf. Im Zeitraum von September bis Oktober ist er überwiegend in den Vorgebirgen anzutreffen.

## Lebensweise
Der Ceylon-Grautoko kommt paarweise oder in kleinen Familientrupps vor. Zu größeren Ansammlungen von Ceylon-Grautokos kommt es in der Nähe von fruchttragenden Bäumen. Generell ist der Ceylon-Grautoko ein scheuer Vogel, der häufig bewegungs- und lautlos im Blattwerk von Baumkronen sitzt. Er ist vor allem in solchen Waldteilen anzutreffen, die einen hohen Bestand an Kletterpflanzen aufweisen.
Wie alle Nashornvögel ist der Ceylon-Grautoko omnivor. Er deckt den größten Teil seines Nahrungsbedarfes jedoch mit Früchten. Wilde Feigen spielen in seiner Ernährung eine besonders große Rolle. Daneben frisst er aber auch kleine Eidechsen, Baumfrösche, Skorpione und Insekten wie beispielsweise Gottesanbeterinnen.

## Fortpflanzung
Die Fortpflanzungsbiologie des Ceylon-Grautokos ist bislang nur unzureichend untersucht. Die Brutzeit fällt jedoch in die Monate von Mitte März bis Anfang Juli. Das Gelege besteht aus einem bis drei Eiern.
Wie alle Nashornvogelarten ist der Ceylon-Grautoko ein Höhlenbrüter. Er nutzt überwiegend natürliche Baumhöhlen, die sich zwischen zwei und 21 Meter oberhalb des Erdbodens befinden. Gelegentlich brütet er jedoch auch Bruthöhlen, die der Sultanspecht gebaut hat. Der Eingang dieser Bruthöhlen ist häufig gerade groß genug, dass das Weibchen des Ceylon-Grautokos hineinschlüpfen kann.
Das Männchen versorgt das Weibchen und später die Jungvögel während der Zeit, die diese in der Bruthöhle sind, mit Nahrung. Bei einem Paar wurde beobachtet, dass das Weibchen bereits einen Monat, nachdem die Jungvögel geschlüpft waren, aber noch nicht die Höhle verlassen hatten, ausflog. Sie half jedoch über einen Zeitraum von vier Wochen dem Männchen nicht bei der Versorgung der Jungvögel.

## Einzelbelege
1. ↑  Ocyceros gingalensis in der Roten Liste gefährdeter Arten der IUCN 2016.1. Eingestellt von: BirdLife International, 2016. Abgerufen am 25. Dezember 2016.
2. 1 2 3  Kemp: The Hornbills - Bucerotiformes. S. 155.
3. 1 2 3  Kemp: The Hornbills - Bucerotiformes. S. 156.